# Диюэл, Патрик
Патрик Диюэл (англ. Patrick Deuel; 28 марта 1962 года, Гранд-Айленд, штат Небраска, США — 29 апреля 2016, Карни, штат Небраска, США) — один из самых тяжёлых людей в мире.
Патрик Диюэл не выходил из своего дома в течение 7 лет. На пике его вес был равен 1126 фунтов (около 510,75 килограмма) при росте 177,5 сантиметров (5 футов 10 дюймов).
Патрик Диюэл был доставлен в крупнейший город штата Южная Дакота, Су-Фолс, где был помещён в госпиталь Южной Дакоты. Ему сделали шунтирование желудка, чтобы у него было больше шансов потерять вес. Во время второй операции у Патрика были удалено большое количество жировой ткани.
Спустя 12 месяцев Патрик потерял 260 кг (573 фунта). После выхода из больницы вес Патрика продолжал снижаться и достиг 170 килограммов (около 370 фунтов), потеря веса составила 318 килограммов (700 фунтов). 
В 2015 году его вес достиг 400 килограммов. 29 апреля 2016 года Патрик Диюэл скончался в своем доме.